# Walter Winchell
Walter Winchell (7 de abril de 1897 - 20 de febrero de 1972) fue un periodista estadounidense, considerado como el inventor de la columna de sociedad actual. Alcanzó la celebridad nacional en la década de 1930 con la sindicación de la cadena de periódicos Hearst y un popular programa de radio. Era conocido por un estilo innovador de staccato resúmenes de noticias chismosas, chistes y jerga de la Era del Jazz. El biógrafo Neal Gabler afirmó que su popularidad e influencia "convirtieron el periodismo en una forma de entretenimiento".
Descubrió tanto noticias duras como historias embarazosas sobre personajes famosos aprovechando su excepcionalmente amplio círculo de contactos, primero en el mundo del espectáculo y en los bajos fondos de la época de la Prohibición, y después en las fuerzas del orden y la política. Era conocido por intercambiar chismes, a veces a cambio de su silencio. Su estilo franco le hizo ser a la vez temido y admirado. Novelas y películas se basaron en su personaje, ya en la obra de teatro y película Blessed Event de 1932. A medida que se acercaba la Segunda Guerra Mundial, en la década de 1930, atacó a los apaciguadores del nazismo, y en la década de 1950 se alineó con Joseph McCarthy en su campaña contra el comunismo. Dañó la reputación de Josephine Baker, así como la de otras personas que se habían ganado su enemistad.
Regresó a la televisión en 1959 como narrador de la serie dramática policíaca ambientada en la década de 1930 Los intocables. A lo largo de los años apareció en más de dos docenas de películas y producciones televisivas como actor, a veces interpretándose a sí mismo.

## Biografía
Nació en Nueva York en 1897, y en su juventud actuó en varias compañías de vodevil y espectáculos. Comenzó su carrera periodística en la década de 1920, tras publicar varias informaciones de cotilleo relacionadas con las giras de los grupos de espectáculos. En 1924 fue contratado por el New York Evening Graphic como columnista de la sección de sociedad y cronista de sucesos. Cinco años después pasó a formar parte de la plantilla del New York Daily Mirror, propiedad de William Randolph Hearst, y su columna comenzó a distribuirse a otros periódicos de todo el país pertenecientes a King Features.
En mayo de 1930 fue contratado por Blue Network (propiedad de NBC hasta 1943, y posteriormente de ABC) para narrar noticias de sociedad y espectáculos, dentro de un espacio patrocinado por la empresa Lucky Strike. Gracias a su estilo a la hora de contar las historias y sus exclusivas, Winchell logró un espacio propio en esa cadena y pasó a ser uno de los reclamos para las ventas de los diarios de Hearst. Manteniendo el mismo estilo, introdujo noticias de política para ser uno de los primeros que atacó directamente a Adolf Hitler y los partidos ultraderechistas estadounidenses. Con la entrada de Estados Unidos en la Segunda Guerra Mundial, sus columnas pasaron a estar dominadas por ese tema. 
Walter Winchell tuvo una evolución política: aunque en la década de 1930 defendió ideas consideradas como izquierdistas y apoyó al presidente Franklin D. Roosevelt, al término de la Guerra Mundial pasó a tener una ideología conservadora y antisoviética, llegando a apoyar tesis como el macartismo en su columna y programa. El programa de radio pasó a ser retransmitido de forma simultánea para televisión en 1955 por la ABC, pero la pérdida de espectadores hizo que su espacio de TV fuera cancelado. Su fama comenzó a caer, pasó a realizar otros trabajos como la narración de la serie Los Intocables o un espacio de variedades, y terminó por caer en el olvido como periodista. En 1957 dejó la radio y en 1963 se desvinculó definitivamente de la empresa Hearst.
En la década de 1960, Winchell escribió algunas columnas para la revista de cine Photoplay. Anunció su retirada el 5 de febrero de 1969, citando el suicidio de su hijo en 1968 como una de las principales razones, así como la delicada salud de su compañera, June Magee. Exactamente un año después de su jubilación, Magee murió en un hospital de Phoenix, Arizona, mientras recibía tratamiento por una afección cardíaca.
Winchell pasó sus dos últimos años recluido en el Hotel Ambassador de Los Ángeles.
Winchell murió de cáncer de próstata a la edad de 74 años, en Los Ángeles. Está enterrado en la morgue y cementerio Greenwood/Memory Lawn en Phoenix. Larry King, quien reemplazó a Winchell en el Miami Herald, recordó:

Estaba tan triste. ¿Sabes qué estaba haciendo Winchell al final? Escribía hojas mimeografiadas con su columna y las repartía en las esquinas. Así de triste se puso. Cuando murió, sólo una persona acudió a su funeral: su hija.

Varios de los antiguos compañeros de trabajo de Winchell habían expresado su voluntad de asistir al entierro, pero su hija Walda los rechazó.

## Estilo
Winchell marcó una tendencia a la hora de revelar secretos de los famosos y diversos espectáculos, y su estilo fue seguido por otros periodistas como Ed Sullivan y Louella Parsons. Su estilo es conocido en Estados Unidos como gossip column (literalmente, "columna de cotilleos"), y estaba basado en frases cortas llenas de lenguaje coloquial y evasivas para eludir la desaprobación de los editores, escribiendo para todo tipo de lectores. En su programa de radio narraba las noticias de forma rápida y valiéndose de un telégrafo, que hacía sonar para crear una sensación de urgencia. Dada su influencia de cara al público, los comentarios de Winchell podían afectar a la carrera profesional de un artista o incluso de políticos y periodistas, especialmente después de la Segunda Guerra Mundial.

### Faltas éticas
Winchell se hizo conocido por sus intentos de destruir las carreras de sus enemigos políticos y personales a medida que avanzaba su propia carrera, especialmente después de la Segunda Guerra Mundial. Sus tácticas favoritas eran las acusaciones de tener vínculos con organizaciones comunistas y las acusaciones de impropiedad sexual. No le faltaban los insultos; por ejemplo, describió al locutor de radio neoyorquino Barry Gray como "Borey Pink" y un "imbécil de disco". Winchell se enteró de que Marlen Edwin Pew, de la revista especializada Editor & Publisher', le había criticado como una mala influencia al
llamándole "Marlen Pee-you".
Durante la mayor parte de su carrera, sus contratos con los empleadores de periódicos y radios les obligaban a eximirle de cualquier daño resultante de demandas por calumnias o injurias. A mediados de la década de 1950, se le consideraba arrogante, cruel y despiadado.Gabler, 1994
Durante una gira estadounidense en 1951, Josephine Baker, que nunca actuaría ante públicos segregados, criticó la política no escrita del Stork Club de desalentar a los clientes negros, y luego regañó a Winchell, un viejo aliado, por no salir en su defensa. Winchell respondió rápidamente con una serie de duras reprimendas públicas, incluyendo acusaciones de simpatías comunistas. Rechazó cualquier intento de sus amigos de mitigar la acalorada retórica. La publicidad resultante provocó la anulación del visado de trabajo de Baker, que se vio obligada a cancelar todos sus compromisos y regresar a Francia. Pasó casi una década antes de que las autoridades estadounidenses le permitieran regresar al país. La publicidad adversa de este incidente, y de otros similares, minó su credibilidad y poder. 
En sus emisiones de radio y televisión del 4 de abril de 1954, Winchell contribuyó a avivar el miedo del público a la vacuna contra la polio. Winchell dijo: "Buenas noches, señor y señora América ... y todos los barcos en el mar. Atención a todos. En unos momentos voy a informar sobre una nueva vacuna contra la polio que dice ser una cura para la polio. Puede ser mortal". Winchell afirmó que el Servicio de Salud Pública de Estados Unidos encontró virus vivos de la polio en siete de diez lotes de vacunas que probó, e informó: "Mató a varios monos ... el Servicio de Salud Pública de Estados Unidos lo confirmará en unos 10 días." Dr. Jonas Salk, creador de la vacuna antipoliomielítica, respondió inmediatamente que la vacuna, que se había probado recientemente en 7.500 escolares de la Universidad de Pittsburgh, había sido sometida a pruebas triples de ausencia de virus vivos por sus fabricantes, los Institutos Nacionales de Salud y en su propio laboratorio de investigación, y que se seguirían realizando pruebas similares para descartar futuros lotes que contuvieran virus vivos. 

## Legado
Incluso en vida de Winchell, los periodistas criticaron su efecto en los medios de comunicación. En 1940, St. Clair McKelway, que antes había escrito una serie de artículos sobre él en The New Yorker, escribió en Time: "el efecto del Winchellismo en los estándares de la prensa... Cuando Winchell empezó a cotillear en 1924 para el difunto tabloide escatológico Evening Graphic, ningún periódico estadounidense pregonaba rumores sobre las relaciones conyugales de personajes públicos hasta que aparecían en los tribunales de divorcio. Durante 16 años, las columnas de cotilleos se extendieron hasta que incluso el estirado New York Times susurró que había oído decir a los amigos de un hijo del Presidente que éste iba a divorciarse. En su primer año, The Graphic habría considerado esta noticia no apta para la imprenta... El chismorreo es actualmente como una espiroqueta en el cuerpo del periodismo... Los periódicos... nunca han sido menos apreciados por sus lectores ni han ejercido menos influencia en el pensamiento político y ético de la época". Winchell respondió a McKelway diciendo: "¡Oh, basta! Hablas como un estudiante de periodismo de secundaria".
A pesar de la controversia que rodeaba a Winchell, su popularidad le permitió conseguir apoyo para causas que él valoraba. En 1946, tras la muerte por cáncer de su amigo íntimo y colega escritor Damon Runyon, Winchell pidió a su audiencia radiofónica contribuciones para luchar contra la enfermedad. La respuesta llevó a Winchell a crear el Fondo Conmemorativo del Cáncer Damon Runyon, rebautizado desde entonces como Fundación para la Investigación del Cáncer Damon Runyon. Dirigió la organización benéfica con el apoyo de famosos, como Marlene Dietrich, Bob Hope, Milton Berle, Marilyn Monroe y Joe DiMaggio, hasta su muerte por cáncer en 1972.
En 1950, Ernest Lehman, antiguo redactor publicitario de Irving Hoffman, de The Hollywood Reporter, escribió un artículo para Cosmopolitan titulado "Cuéntamelo mañana". El artículo trata de un periodista despiadado, J.J. Hunsecker, y se cree que es un comentario apenas velado sobre el poder que ejercía Winchell en el apogeo de su influencia. Fue llevada al cine en la película Sweet Smell of Success (1957), con guion de Lehman y Clifford Odets.
A Walter Winchell se le atribuye la acuñación de la palabra "frienemy" en un artículo publicado por el Nevada State Journal el 19 de mayo de 1953.
En su novela de 1961 Stranger in a Strange Land (Forastero en tierra extraña), Robert A. Heinlein introdujo el término "winchell" en el vocabulario estadounidense como término para referirse a un columnista de cotilleos políticamente intrusivo, en referencia al personaje de Ben Caxton.[cita requerida] Contrastó a Winchell con Walter Lippmann, otro conocido periodista, cuyo fuerte era la política más que los cotilleos de famosos.

## Vida personal
El 11 de agosto de 1919, Winchell se casó con Rita Greene, una de sus compañeras en el escenario. La pareja se separó unos años más tarde y él se mudó con Elizabeth June Magee, quien ya había adoptado a su hija Gloria y había dado a luz a la primera hija de Winchell y ella, Walda, en 1927. Winchell finalmente se divorció de Greene en 1928, pero nunca se casó con Magee, aunque vivieron juntos por el resto de sus vidas.
Winchell y Magee tuvieron tres hijos. Su hija Gloria murió de neumonía a la edad de nueve años y Walda pasó un tiempo en hospitales psiquiátricos. Walter Jr. se suicidó en el garaje familiar la noche de Navidad de 1968. Habiendo pasado los dos años anteriores recibiendo asistencia social, Walter Jr. había trabajado por última vez como lavaplatos en Santa Ana, California; Durante un tiempo, escribió una columna en Los Angeles Free Press, un periódico clandestino publicado entre 1964 y 1978.